# Roald Hoffmann
Roald Hoffmann (Zolochiv, 18 juli 1937) is een Amerikaans theoretisch scheikundige, dichter en toneelschrijver van Poolse afkomst. Samen met Kenichi Fukui won hij de Nobelprijs voor Scheikunde in 1981 voor hun theorieën, die ze onafhankelijk van elkaar opstelden, op het gebied van het verloop van chemische reacties. Hoffmann kreeg de prijs voor zijn bijdragen aan het inzicht in het verloop van pericyclische reacties. Hij geeft les aan Cornell-universiteit in Ithaca (New York).

## Biografie
Onder de geboortenaam Roald Safran kwam Hoffmann in Zolochiv ter wereld in een Joodse familie. Zijn ouders waren Clara Rosen, een onderwijzeres, en Hillel Safran, een civiel ingenieur. Nadat nazi-Duitsland Polen was binnengevallen en de stad had bezet werd zijn familie in een werkkamp geplaatst waar zijn vader, die bekend was met de lokale infrastructuur, een waardevol gevangene was. Toen de situatie gevaarlijker werd kocht de familie enkele bewakers om zodat ze konden ontsnappen. Met de hulp van Oekraïense buren dook Roald, samen met moeder, twee ooms en een tante onder in de kelder en opslagruimte van een lokaal schoolgebouw, terwijl zijn vader in het werkkamp bleef.
Zijn vader kwam in 1943 om in de Holocaust vanwege zijn betrokkenheid bij een plan om kampgevangenen te bewapenen. Zijn moeder hertrouwde later met Paul Hoffmann en Roald nam de achternaam van zijn stiefvader aan. In 1949 emigreerde de familie naar de Verenigde Staten. Na de Stuyvesant High School in New York ging hij in 1955 scheikunde studeren aan de Columbia-universiteit. Na het behalen van zijn Bachelordiploma summa cum laude in 1958 ging hij naar de Harvard-universiteit waar hij in 1960 zijn Mastergraad behaalde. Hoffmann promoveerde in 1962 bij William Lipscomb aan Harvard en bleef daarna met hem samenwerken. In 1965 stapte hij over naar de Cornell-universiteit waar hij eerst als universitair docent en vanaf 1965 als hoogleraar werkzaam was. In 2011 ontving Hoffmann de Gouden Lomonosov-medaille van de Russische Academie van Wetenschappen.
Hoffmann is gehuwd met Eva Börjesson, uit dit huwelijk werd een zoon, Hillel Jan (1963), en een dochter, Ingrid Helena (1965), geboren.

## Werk
In 1965 publiceerde hij samen met Robert Burns Woodward een aantal artikelen waarin een verklaring werd gegeven van het verloop van bepaalde typen organische reacties, zoals intramoleculaire ringvorming, de diels-alderreactie en de Claisen-omlegging. Zij gingen ervan uit dat de symmetrie van de moleculaire orbitalen bij de reactie bewaard blijft en de reactie kan verlopen als beide reagerende groepen overeenstemmende orbitalen hebben. Voor fotochemische reacties geldt dezelfde beschouwing, maar dan voor de orbitalen van de aangeslagen toestand. De eenvoud en ruime toepasbaarheid van deze Woodward-Hoffmann-regels zijn van groot belang gebleken zowel voor het begrip van reactiemechanismen als voor de praktische synthese en leverden hem de Nobelprijs op. Woodward overleed in 1977 en kwam daarom niet in aanmerking voor de Nobelprijs 1981. Hij had overigens al in 1965 een Nobelprijs gekregen voor zijn uitzonderlijke verdiensten op het gebied van de organische synthese.
Roald Hoffmann heeft ook verschillende gedichtenbundels gepubliceerd en schreef samen met Carl Djerassi het toneelstuk Zuurstof. Dat gaat over de toekenning van een "retro-Nobelprijs" aan de ontdekker van zuurstof, waarbij de vraag is of de prijs moet gaan naar Scheele, Priestley of Lavoisier.